# Michael Creizenach
Michael Creizenach, född 16 maj 1789, död 5 augusti 1842, var en tysk-judisk religionslärare och teologisk författare. Han var far till Theodor Creizenach.
Creizenach var en ivrig anhängare av den judiska reformrörelsen och kämpade i sina tidskrifter och böcker mot Talmuds auktoritet.